# Torre Mora
|  | Per a altres significats, vegeu «Torre Mora (Pals)». |

La Torre Mora és un edifici històric de la població de la Granja de Rocamora, a la comarca del Baix Segura, País Valencià. És als afores de la vila, a la carretera que la comunica amb Albatera, sobre un antic turó aplanat per l'acció humana i natural amb el transcurs del temps. La seua construcció està data dels segles xiii i xiv. Va servir com a element defensiu de l'alqueria del voltant, primer musulmana i després morisca. Va pertànyer al senyoriu de Rafal fins que el va vendre l'any 1822. Des d'aleshores és propietat privada.

## Arquitectura
La Torre Mora té planta quadrada, d'uns 13 metres d'alçada aproximadament. Es divideix en tres pisos: l'inferior és gairebé subterrani i compta amb voltes de canó seguit; la planta baixa presenta voltes rebaixades, mentre que la superior és adovellada i rematada per una terrassa plana i amb merlets. Com l'alçada descoberta és semblant a la longitud de la façana i del lateral, la torre recorda a un cub.
Els murs exteriors són de maçoneria vista a la part inferior i arrebossada al superior, mentre que els buits han estat engrandits amb el pas del temps per acomodar-se a la seua actual funció residencial. Només la planta baixa i la primera disposen de finestra a la façana principal, de manera que el pis inferior resta ocult.
Avui dia el seu estat actual és bo. Combina elements de factura original amb afegits i reconstruccions posteriors, tal com els merlets o l'adequació de l'interior com habitatge.